# Kibbie Dome
O Kibbie Dome é um estádio localizado em Moscow, Idaho, Estados Unidos. Possui capacidade total para dezesseis mil pessoas. É a casa do time de futebol americano universitário Idaho Vandals da Universidade de Idaho. O estádio foi inaugurado em 1975, o estádio é totalmente coberto e o nome é em homenagem ao empresário e ex-aluno William H. Kibbie.